# Juan Francisco Fuentes
Juan Francisco Fuentes Aragonés (Barcelona, 1955) es un historiador español, especializado en historia contemporánea.

## Biografía
Nacido en 1955 en Barcelona, es catedrático en la Universidad Complutense de Madrid. Fuentes ha sido autor de varias obras sobre la historia contemporánea y el socialismo en España, entre las que se incluyen estudios biográficos de José Marchena, Francisco Largo Caballero, Luis Araquistáin o Adolfo Suárez. Ha colaborado con Javier Fernández Sebastián, con quien ha escrito una Historia del periodismo español y codirigido un Diccionario político y social del siglo XX español.
Fue nombrado miembro de la Real Academia de la Historia en 2024.

## Obras
- José Marchena: biografía política e intelectual (Crítica, 1989).[2]
- (Coautor: Javier Fernández Sebastián)  Historia del periodismo español. Prensa, política y opinión pública en la España contemporánea (Editorial Síntesis, 1997).[6]
- Luis Araquistáin y el socialismo español en el exilio (1939-1959) (Biblioteca Nueva, 2002).[4]
- Largo Caballero: el Lenin español (Síntesis, 2005).[9][10][3]
- El fin del Antiguo Régimen (1808-1868). Política y sociedad (Síntesis, 2007).[11]
- Adolfo Suárez: biografía política (Editorial Planeta, 2011),[12][5]
- Con el rey y contra el rey. Los socialistas y la Monarquía (La Esfera, 2016).[1]